# 交響曲第12番 (ヴィラ＝ロボス)
交響曲第12番は、エイトル・ヴィラ＝ロボスが1957年に作曲した交響曲。

## 概要
ヴィラ＝ロボスは1957年のニューヨークで12番目の交響曲を作曲、彼の70回目の誕生日であった1957年3月5日に完成させた。曲は彼が没するまでの23年間を共に過ごした伴侶のミンディーナ（Arminda Neves d'Almeida）へと献呈された。初演は1958年4月20日にワシントンD.C.のリスナー公会堂において、ハワード・ミッチェル指揮、ワシントン・ナショナル交響楽団の演奏で行われた。そのすぐ後の1958年9月22日に、作曲者自身の指揮、ラジオ・ベルギー大交響楽団の演奏でブリュッセルにおいてヨーロッパ初演が行われている。

## 楽曲構成
全4楽章で構成される。演奏時間は約24分。
1. Allegro non troppo
2. Adagio
3. Scherzo (Vivace)
4. Molto Allegro

第1楽章の形式は5部のロンド（ABACA）に近く、コーダでは主要主題が拡大形で再現される。5分ほどの短い楽章ながら、ロマンティックな息の長い旋律から、短い無調的な旋律要素までを含む多様性に富んだ音楽となっている。
第2楽章は三部形式（ABA）に依っており、休憩を置かずに第3楽章へと接続される。非常に半音階的ながら悲し気な旋律がファゴットのソロで奏でられる。しかし、やがてそこへ加わる伴奏は調性を持たない和音を奏でていく。
第1楽章同様、スケルツォも5部のロンド形式となっている。ただし、中心的なAの再現が異なる調性で行われるのに加え、Aの2度目の出現は1度目の直後となっており、A A' B C A''の形を取る。激しい舞踏の音楽で、乾燥させたヤシの皮をはじめとする多種多様な打楽器が活躍する。
フィナーレは5部のロンド形式を改変した構成である。スケルツォ同様、主題の再現は初回の登場時とは異なる調性によって行われる。強靭なリズム要素がロマン派風の旋律と対比される。

## 関連文献
- Béhague, Gerard. 1994. Villa-Lobos: The Search for Brazil's Musical Soul. Austin: Institute of Latin American Studies, University of Texas at Austin, 1994. ISBN 0-292-70823-8.
- Peppercorn, Lisa M. 1991. Villa-Lobos: The Music: An Analysis of His Style, translated by Stefan de Haan. London: Kahn & Averill; White Plains, NY: Pro/Am Music Resources Inc. ISBN 1-871082-15-3 (Kahn & Averill); ISBN 0-912483-36-9.
- Salles, Paulo de Tarso. 2009. Villa-Lobos: processos composicionais. Campinas, SP: Editora da Unicamp. ISBN 978-85-268-0853-9